# Alfa in Omega
Alfa (Α ali α) in Omega (Ω ali ω) sta prva in zadnja črka grške abecede ter naslov Kristusa in Boga v knjigi Razodetja. Ta par črk se uporablja kot krščanski simbol in je pogosto kombiniran s križem, Hi-ro ali drugimi krščanskimi simboli.

## Izvor
Prvi pisni zapis, ki ga imamo o besedni zvezi alfa in omega, je iz nekaterih starih rokopisov krščanske Nove zaveze.
Izraz »Jaz sem Alfa in Omega« (grško Koiné: »ἐγώ εἰμι τὸ Ἄλφα καὶ τὸ Ὦ«) je poimenovanje Jezusa in Očeta v knjigi Razodetja (verzi Raz 1,6, 21 in Raz 22,13). Prvi del te fraze (»Jaz sem Alfa in Omega«) je prvič v poglavju 1, verz 8 ("1:8") in je v vsakem rokopisu Razodetja, ki ima 1:8. Več kasnejših rokopisov ponavlja tudi »Jaz sem Alfa in Omega« v 1:11, vendar tukaj ne prejemajo podpore iz večine najstarejših rokopisov, vključno z aleksandrijskim, sinaitskim in Codex Ephraemi Rescriptus. Zato je v nekaterih sodobnih prevodih izpuščen. Učenjak Robert Young je v zvezi z »Jaz sem Alfa in Omega« v 1:11 izjavil, da »najstarejši [rokopisi] to izpuščajo«.
Podobna omemba je v Izaiju 44 Iz 44 kjer Gospod pravi, da je prvi in tisti, ki je za vsemi.

## Krščanstvo
Alfa (Α) in Omega (Ω) sta prva oziroma zadnja črka klasične (jonske) grške abecede. Tako je stavek »jaz sem alfa in omega« dodatno pojasnjen z dodatnim stavkom »začetek in konec« v RazodetjuRaz 21,6, 22,13. Prva in zadnja črka grške abecede sta bili uporabljeni, ker je knjiga Razodetja v Novi zavezi, ki je bila prvotno napisana v grščini.
Mnogi kristjani to besedno zvezo razlagajo tako, da pomeni, da je Jezus obstajal vso večnost ali da je Bog večen. Številni komentatorji in slovarji pripisujejo naslov »alfa in omega« tako Bogu kot Kristusu. Barnesove opombe o Novi zavezi (1974) trdi: »Ni mogoče popolnoma gotovo, da se je pisatelj želel sklicevati na Gospoda Jezusa posebej tukaj ... Prav tako ni nobene neskladnosti v domnevi, da je pisatelj tukaj mislil sklicevati Bogu kot takemu.«  Večina krščanskih veroizpovedi tudi uči, da ta naslov velja tako za Jezusa kot za njegovega Očeta.
Črki Alfa in Omega v nasprotju se pogosto uporabljata kot krščanski vizualni simbol (glej primere). Simboli so bili uporabljeni v zgodnjem krščanstvu in se pojavljajo v rimskih katakombah. Črke so bile v zgodnjekrščanski umetnosti prikazane, kako visijo z krakov križa, in nekateri crux gemmata, križi z dragulji iz žlahtne kovine, so oblikovali črke, ki visijo na ta način, imenovane pendilija; na primer v asturijskem grbu, ki temelji na asturijskem križu zmage. Čeprav so bile črke vedno v grščini, so postale pogostejše v zahodni kot vzhodni pravoslavni krščanski umetnosti. Pogosto so prikazani levo in desno od Kristusove glave, včasih znotraj njegovega nimba, kjer zavzamejo mesto kristograma, ki se uporablja v pravoslavni umetnosti.
- Simbol Hi-ro z Alfo in Omego, Domitilske katakombe, Rim
- Grški črki alfa in omega obkrožata Jezusov halo v rimskih katakombah iz 4. stoletja
- "ΑΩ" v vitraju
- Grb z alfo in omeho

## Judaizem
V hebrejščini se beseda emet (אמת, kar pomeni "resnica") imenuje Božji pečat. [Primer Izaija Iz 44,6 Beseda je sestavljena iz prve, srednje in zadnje črke hebrejske abecede.

## Islam
Koran daje al-ʾAwwal (ٱلْأَوَّل), kar pomeni "prvi" in al-ʾĀkhir (ٱلْآخِر), kar pomeni "zadnji", kot dve Božji imeni: 57:3.

## APL programski jezik
Nekatera narečja programskega jezika APL podpirajo sintakso neposredne funkcije, kjer sta levi (neobvezni) in desni argument označena s črkama alfa in omega. Na primer, naslednja funkcija izračuna vsoto levega argumenta in dvakrat desnega argumenta:
```
{
⍺
+
2
×
⍵
}

```